# 1782 год в музыке

## События
- 17 марта — скрипач Джованни Баттиста Виотти дебютировал на концерте серии Spirituel в Париже.[1]
- 16 июля — в венском Бургтеатре с большим успехом прошла премьера оперы Вольфганга Амадея Моцарта «Похищение из сераля».
- 4 августа — Вольфганг Амадей Моцарт женится на Констанции Вебер.
- 30 сентября — Королевская шведская опера в Стокгольме открылась оперой Иоганна Готлиба Наумана Cora och Alonzo.
- Уильям Шилд[англ.] назначен постоянным композитором Королевского театра в Ковент-Гардене.
- Антуан Бурнонвиль[англ.] и его сестра Жюли Аликс де ла Фэй присоединяются к труппе Королевского шведского балета в Стокгольме.

## Публикации
- Роберт Бернс — «Джон Ячменное Зерно» (оригинальная версия XVI века).

## Классическая музыка
- Луиджи Боккерини — Симфония ре мажор, соч. 35 № 1 (G 509), Симфония си-бемоль мажор, соч. 35 № 2 (G 510), Симфония ля мажор, соч. 35 № 3 (G 511), Симфония фа мажор, соч. 35 № 4 (G 512), Симфония си-бемоль мажор, соч. 35 № 5 (G 513)
- Йозеф Гайдн — симфонии № 73[англ.] «La chasse», № 76[англ.], № 77[англ.] и № 78[англ.]
- Вольфганг Амадей Моцарт — Струнный квартет соль мажор[англ.], симфония № 35[англ.] «Haffner»
- Йоханнес Маттиас Шпергер[англ.] — Симфония для струнных до мажор
- Джованни Баттиста Виотти — Концерт для скрипки № 2 ми мажор

## Опера
| - Василий Пашкевич — «Скупой» - Джузеппе Камбини — «Алкид» - Франсуа-Жозеф Госсек — «Тезей» - Йозеф Гайдн — «Роланд-паладин» - Вольфганг Амадей Моцарт — «Похищение из сераля» - Джованни Паизиелло — «Севильский цирюльник» - Франческо Дзанетти — «Артаксеркс» - Сальваторе Рисполи — «Ниттети» - Гаэтано Андреоцци — «Олимпиада» - Жан-Батист Лемуан — «Электра» - Уильям Шилд — «Розина» | - Андре Гретри - «Колинетта при дворе» - «Электра» - Джузеппе Сарти - «Двое ссорятся — третий радуется» - «Александр и Тимотео» - Доменико Чимароза - «Постоянная любовь» - «Китайский герой» - «Влюблённая балерина» |

## Родились
- 29 января — Даниэль Обер, французский композитор, мастер французской комической оперы, основоположник жанра французской «большой» оперы; автор бывшего французского гимна La Parisienne (умер в 1871).
- 14 апреля — Карло Кочча, итальянский композитор (умер в 1873).
- 26 июля — Джон Филд, ирландский пианист-виртуоз и композитор, музыкальный педагог, основоположник ноктюрна, большую часть жизни провёл в России (умер в 1837).
- 26 сентября — Жак Фереоль Мазас, французский композитор, скрипач, дирижёр и педагог (умер в 1849).
- 27 октября — Никколо Паганини, великий итальянский скрипач-виртуоз и композитор (умер в 1840).

## Умерли
- 1 января — Иоганн Кристиан Бах, немецкий композитор эпохи классицизма (род. в 1735).
- 12 апреля — Пьетро Метастазио, итальянский поэт и либреттист (род. в 1698).
- 22 апреля — Йозеф Фердинанд Норберт Зегер[англ.], немецкий органист, композитор и музыкальный педагог (род. в 1716).
- 15 июля — Роберт Уэйнрайт (англ. Robert Wainwright), английский церковный органист и композитор (род. в 1699).
- Август — Жан-Батист Форкре, французский гамбист и композитор, сын гамбиста и композитора Антуана Форкре (род. в 1699).
- 6 августа — Николя Шедевиль, французский гобоист и композитор, музыкальный издатель (род. в 1705).
- 16 сентября — Фаринелли, знаменитый итальянский певец-кастрат (род. в 1702).
- Октябрь — Джон Парри[англ.], слепой арфист из Уэльса (род. ок. 1710).
- дата неизвестна — Якоб Рафаэль Сараваль[англ.], итальянский раввин, писатель и музыкант (род. ок. 1707).